# ایلمینستر
latitudeایلمینسترlongitudeایلمینستر
ایلمینستر (به انگلیسی: Ilminster) یک شهرک در بریتانیا است که در انگلستان واقع شده‌است.

## خصوصیات
ایلمینستر ۵٬۸۰۸ نفر جمعیت دارد.